# Elton (Cheshire)
Elton is een civil parish in het bestuurlijke gebied Cheshire West and Chester, in het Engelse graafschap Cheshire met 3586 inwoners.